# エディツィオニBD
エディツィオニBD（エディツィオニベデ、Edizioni BD）は、2005年にミラノで設立されたイタリアの出版社。主に漫画を出版しており、ジャンルはフランス、ベルギーのバンド・デシネからイタリア、アメリカ、アジアの漫画まで様々である。

## レーベル

### J-Pop
J-Popは2006年に始まったエディツィオニBDの出版レーベルであり、日本とアジアの漫画を中心に出版している。